# Eretmoptera murphyi
Eretmoptera murphyi är en fjädermyggart som beskrevs av Schaeffer 1914. Den ingår i släktet Eretmoptera och familjen fjädermyggor. Inga underarter finns listade. Arten blev oavsiktligt introducerad i Antarktis från de subantarktiska öarna Sydgeorgien under 1960-talet men har sedan anpassat sig bra till det strängare klimatet i Antarktis. Arten förökar sig helt partenogenetiskt; inga hanar har upptäckts.

## Beskrivning
Eretmoptera murphyi är en mellanbrun fjädermygga som nästan helt saknar vingar; "vingarna" är endast ett par utskott utan flygmembran. Benen är däremot kraftiga och långa. Haltererna (vingarnas svängkolvar) är även de fullt utbildade och kraftiga, trots att de inte har någon funktion hos en vinglös art. Hela kroppen har glesa buskar med relativt obetydliga hår. Kroppslängden är mellan 3,4 och 4,9 mm.
Det sista larvstadiet är drygt 4 mm långt och med fullt utbildade antenner.
Puppan är mellan 4 och 5 mm lång och ljus till färgen.

## Utbredning
Arten förekommer naturligt på den subantarktiska ön Sydgeorgien. Emellertid upptäcktes kring 1980 en livaktig koloni på Signyön som hör till Sydorkneyöarna. Man förmodar att den blivit oavsiktligt introducerad 1967 i samband med ett experiment med att införa främmande växter.

## Ekologi
Arten lever förmodligen av detritus. Det antas att de fullbildade insekterna lever i två år, omfattande två vintrar. Inga hanar har observerats; arten förökar sig helt partenogenetiskt. Både larver och fullbildade insekter har visat sig klara av de hårdare klimatiska villkoren på Signyön bra jämfört med deras ursprungsområde i Subantarktis. Larverna tål att bli nedkylda till -5ºC utan problem; vissa försök tyder på att de tål en temperatur ända ner till -13ºC. De tolererar även uttorkning utan problem.

### Fortplantning
Arten fortplantar sig som sagt utan hjälp av hanar. Äggen läggs i januari under sydsommaren, och kläcks 30 till 45 dygn senare, sent i februari. De tillbringar vintern, tack vare sin köldhärdighet, i det översta jordlagret. I Antarktis, till skillnad från dess ursprungliga hemvist i Subantarktis, kan deras utveckling ibland kräva två år eller mer.